# マンニトール-2-デヒドロゲナーゼ
マンニトール-2-デヒドロゲナーゼ（mannitol 2-dehydrogenase）は、フルクトースとマンノースの代謝酵素の一つで、次の化学反応を触媒する酸化還元酵素である。
D-マンニトール + NAD+ {\displaystyle \rightleftharpoons } D-フルクトース + NADH + H+
反応式の通り、この酵素の基質はD-マンニトールとNAD+、生成物はD-フルクトースとNADHとH+である。
組織名はD-mannitol:NAD+ 2-oxidoreductaseで、別名にD-mannitol dehydrogenase, mannitol dehydrogenaseがある。